# 274ª Squadriglia
La 274ª Squadriglia fu un reparto attivo nel Corpo Aeronautico del Regio Esercito (Prima guerra mondiale) e poi nella Regia Aeronautica (Seconda guerra mondiale).

## Storia

### Prima guerra mondiale
Nel giugno 1917 alla 5ª Sezione FBA del Porto Antico di Piombino a Portovecchio arrivano 3 FBA Type H comandata dal Tenente Gino Costanzi che a fine anno dispone di altri 2 piloti.
Per i problemi logistici del porto di Piombino per i 5 FBA la Sezione opera provvisoriamente anche da Portoferraio.
Nella primavera 1918 diventa 274ª Squadriglia ed in maggio ci sono 5 FBA.
In estate dispone del Capitano Costanzi ed altri 3 piloti.
Alla fine della guerra dispone di 5 FBA.
Nel conflitto ha svolto 337 missioni delle quali 118 nel 1917 e viene sciolta il 28 febbraio 1919.

### Seconda guerra mondiale
La 274ª Squadriglia di Bombardamento a Grande Raggio della Regia Aeronautica era stata ricostituita all'Aeroporto di Decimomannu il 1º giugno 1941 su 4 quadrimotori Piaggio P.108. L'attività operativa iniziò dopo una prima uscita di pattugliamento nel Mediterraneo, il 9 giugno. 
Alla morte del Capitano Bruno Mussolini il 7 agosto 1941 il comando passa al Tenente Colonnello Gori Castellani.
I velivoli furono carenti, in particolare come autonomia. Nella prima missione partirono 5 P.108 per Gibilterra, tutti la notte tra il 28 giugno ed il 29 giugno 1942: uno tornò indietro per problemi al motore, i velivoli restanti riuscirono a effettuare l'azione di bombardamento con circa 8 tonnellate totali di bombe, ma solo uno riuscì a tornare alla base senza problemi. Gli altri 3 velivoli, per carenza di autonomia, furono costretti ad atterraggi d'emergenza; uno rimase danneggiato in un atterraggio d'emergenza sul litorale di Valencia, un altro atterrò senza difficoltà a Los Alcázares dove rimase internato fino alla fine della guerra, l'ultimo dopo essere atterrato a Palma di Maiorca riesce a rifornirsi e ripartire per l'Italia, grazie alla collaborazione delle autorità locali.
L'unità compirà altri attacchi su Gibilterra il 3 luglio con un aereo, il 24 settembre con due, il 20 ottobre con quattro ed il 21 ottobre 1942 con tre.
All'8 settembre 1943 era all'Aeroporto di Foligno con 2 P 108 nella 3ª Squadra aerea e tra i suoi piloti vi era Guido Focacci.